# Berlichingenové
Berlichingenové jsou starý švábský šlechtický rod. Rod odvozuje svůj název podle vodního hradu Berlichingen v Bádensku-Württenbersku. Nejvýznamnější osobností rodu byl rytíř Götz von Berlichingen, jež se stal předlohou stejnojmenného dramatu J. W. von Goetha.

## Příbuzenstvo
Skrze sňatky byli příbuzní s Kopaly.